# Стация
Стация (на латински: Statio – местоположение) е определена част от средата, която има комбинация от условия (релеф, климат, храна, подслон и др.), Необходими за съществуването и пребиваването на определен вид животно върху нея. Понятието стация се отнася само за вида. Всеки вид има специфичен набор от стации, толкова характерен, че може да служи като негова важна отличителна черта. По-често се използва във връзка със сухоземни животни.
В по-тесен смисъл е обичайно да се нарича стация зоните за местообитания, използвани от животно за изпълнение на определена функция (гнездови, хранилища) или в определено време на деня или годината (ден, нощ, сезонни станции).
Характерните за всеки вид стации са мозаечни в рамките на видовете. В тази връзка ареалът на вида никога не е напълно обитаван. Отделните стации, обитавани от вида, могат да се характеризират с редица различия в характеристиките на релефа, растителността и т.н., тоест видът обикновено има набор от стации, някои от които могат да имат различно значение в жизнения цикъл на животните.